# Акт про незалежність Литви

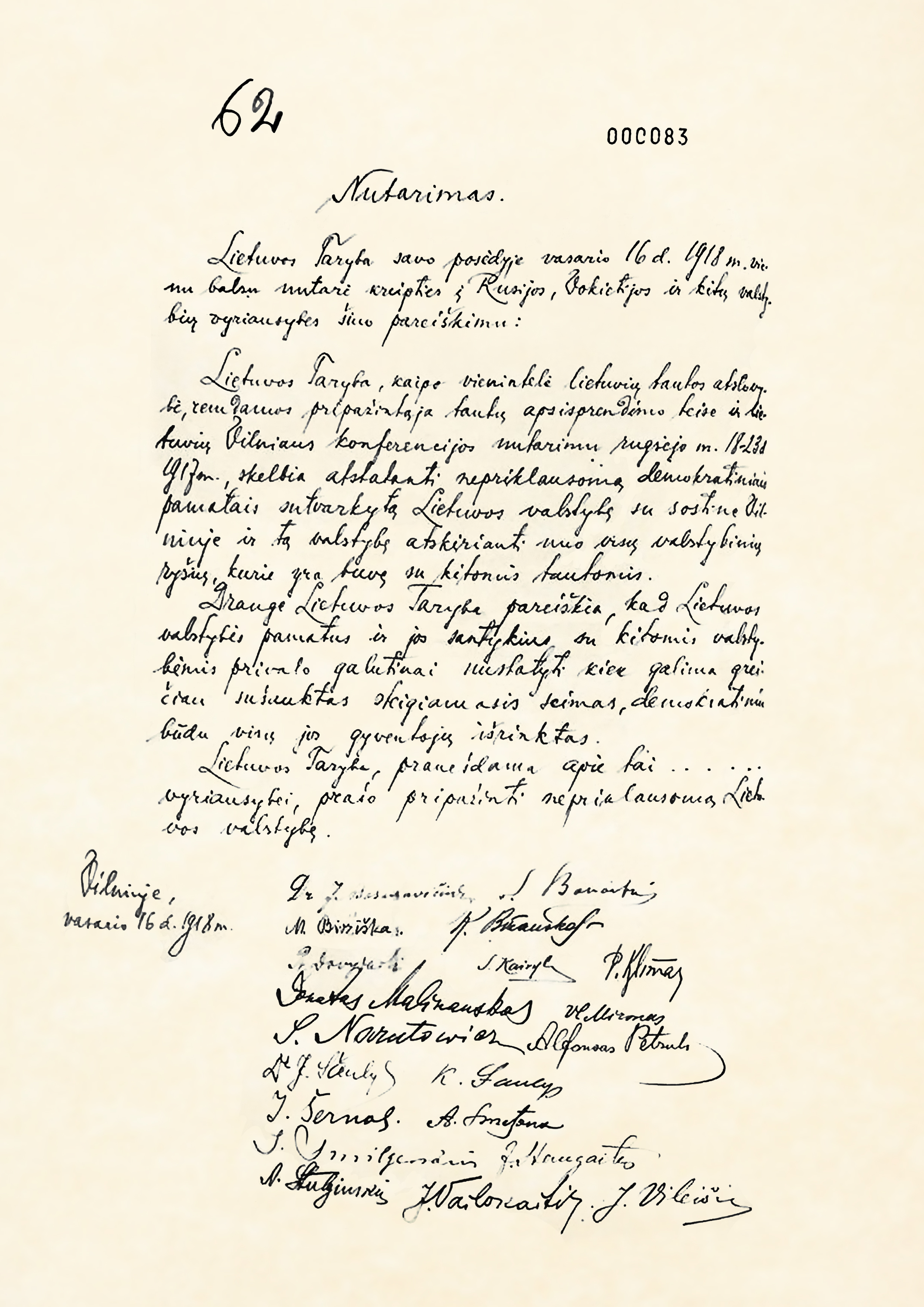
Original

Акт незалежності Литви (лит. Lietuvos nepriklausomybės aktas) або Акт 16 лютого — документ, що його склала й підписала Рада Литви під головуванням Йонаса Басанавічюса 16 лютого 1918. Акт проголосив відновлення незалежної держави Литва, яка мала управлятися на демократичних засадах, зі столицею в місті Вільнюс. Усі 20 делегатів підписали документ.

## Історія

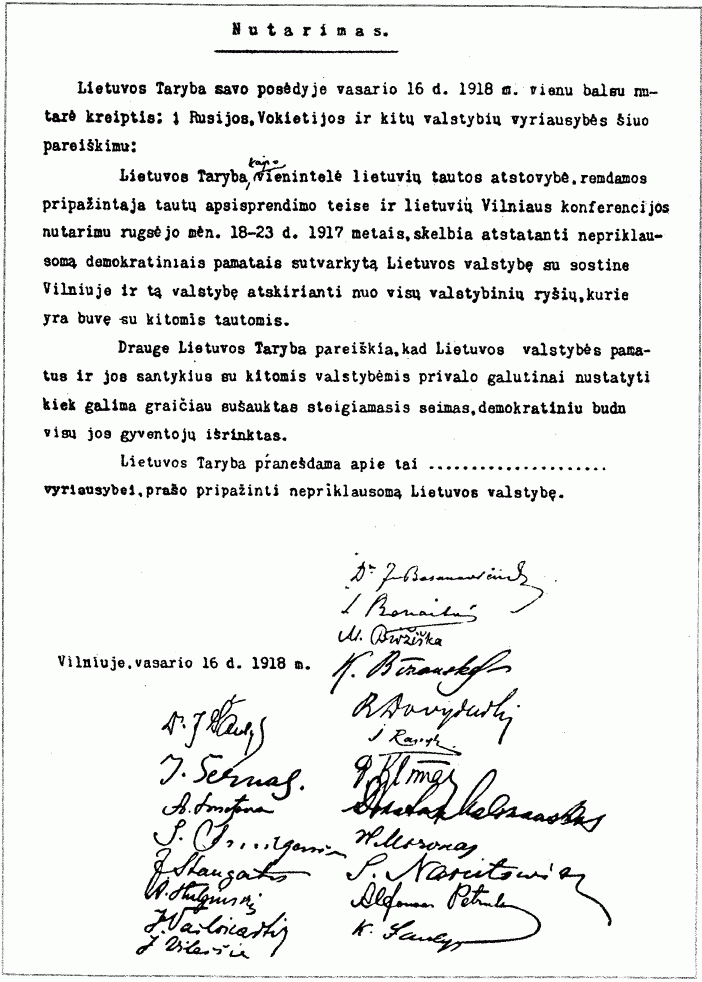
Факсиміле Акта 16 лютого

Акт 16 лютого став останньою із серії резолюцій, в яких йшлось про самовизначення Литви, включаючи Акт 8 січня, підписаний на Вільнюській конференції. Шлях до незалежності був довгим та складним через те, що Німецька імперія чинила тиск на Раду Литви з метою створення союзу. Депутатам доводилося маневрувати між інтересами Німеччини, війська якої перебували в Литві, і вимогами литовського народу.
Реакція на звістку про відновлення незалежної Литви була дуже стриманою. Влада Німеччини заборонила публікувати акт, текст резолюції друкувався і розповсюджувався підпільно. Роботі Ради постійно перешкоджали, а німці продовжували контролювати всю територію Литви. Ситуація змінилася, коли восени 1918 Німеччина програла Першу світову війну. У листопаді 1918 був сформований перший литовський кабінет міністрів, а Рада Литви здобула контроль над всією територією країни. Незалежність нарешті стала реальністю, хоча Литва змушена була брати участь у кількох війнах, щоб остаточно підтвердити її.
Оригінальний документ досі вважався загубленим. Попри це, він не втратив свого юридичного значення. Акт є законним обґрунтуванням існування незалежної Литви як у міжвоєнний період, так і після 1990. У документі сформульовані основні принципи державного устрою, які в тому числі зображені у всіх конституціях Литви. Акт також став ключовим документом після виходу країни зі складу СРСР 1990 року. Влада Литви підкреслювала, що це просто відновлення незалежної держави, яка існувала в 1918-1940, а Акт незалежності ніколи не втрачав своєї сили.
29 березня 2017 року оригінал Акта було віднайдено у німецьких дипломатичних архівах.

## Текст Акта
| Рядок | Оригінальний текст                                                        | Оригінальний текст                                                        | Переклад                                                                                     | Переклад                                                                                     |
| ----- | ------------------------------------------------------------------------- | ------------------------------------------------------------------------- | -------------------------------------------------------------------------------------------- | -------------------------------------------------------------------------------------------- |
| 1     | NUTARIMAS                                                                 | NUTARIMAS                                                                 | Резолюція                                                                                    | Резолюція                                                                                    |
| 2     | Lietuvos Taryba savo posėdyje vasario 16 d. 1918 m. vienu balsu nu-       | Lietuvos Taryba savo posėdyje vasario 16 d. 1918 m. vienu balsu nu-       | Рада Литви на засіданні 16 лютого 1918 одноголосно вирішила                                  | Рада Литви на засіданні 16 лютого 1918 одноголосно вирішила                                  |
| 3     | tarė kreiptis: į Rusijos, Vokietijos ir kitų valstybių vyriausybės šiuo   | tarė kreiptis: į Rusijos, Vokietijos ir kitų valstybių vyriausybės šiuo   | звернутися до урядів Росії, Німеччини та інших держав з наступною                            | звернутися до урядів Росії, Німеччини та інших держав з наступною                            |
| 4     | pareiškimu:                                                               | pareiškimu:                                                               | декларацією:                                                                                 | декларацією:                                                                                 |
| 5     | Lietuvos Taryba, kaipo vienintelė lietuvių tautos atstovybė, remdamos     | Lietuvos Taryba, kaipo vienintelė lietuvių tautos atstovybė, remdamos     | Рада Литви, як єдиний представник литовського народу, ґрунтуючись на                         | Рада Литви, як єдиний представник литовського народу, ґрунтуючись на                         |
| 6     | pripažintaja tautų apsisprendimo teise ir lietuvių Vilniaus konferencijos | pripažintaja tautų apsisprendimo teise ir lietuvių Vilniaus konferencijos | визнаному праві народів на самовизначення, і на резолюції Литовської Вільнюської конференції | визнаному праві народів на самовизначення, і на резолюції Литовської Вільнюської конференції |
| 7     | nutarimu rugsėjo mėn. 18-23 d. 1917 metais, skelbia atstatanti nepriklau- | nutarimu rugsėjo mėn. 18-23 d. 1917 metais, skelbia atstatanti nepriklau- | 18-23 вересня 1917 року, проголошує відновлення незалежної                                   | 18-23 вересня 1917 року, проголошує відновлення незалежної                                   |
| 8     | somą demokratiniais pamatais sutvarkytą Lietuvos valstybę su sostine      | somą demokratiniais pamatais sutvarkytą Lietuvos valstybę su sostine      | держави Литва, заснованої на демократичних засадах, столицею якої є                          | держави Литва, заснованої на демократичних засадах, столицею якої є                          |
| 9     | Vilniuje ir tą valstybę atskirianti nuo visų valstybinių ryšių, kurie     | Vilniuje ir tą valstybę atskirianti nuo visų valstybinių ryšių, kurie     | місто Вільнюс та оголошує про припинення всіх державних відносин, які існували раніше        | місто Вільнюс та оголошує про припинення всіх державних відносин, які існували раніше        |
| 10    | yra buvę su kitomis tautomis.                                             | yra buvę su kitomis tautomis.                                             | з іншими народами.                                                                           | з іншими народами.                                                                           |
| 11    | Drauge Lietuvos Taryba pareiškia, kad Lietuvos valstybės pama-            | Drauge Lietuvos Taryba pareiškia, kad Lietuvos valstybės pama-            | Водночас Рада Литви заявляє, що засади Литовської держави                                    | Водночас Рада Литви заявляє, що засади Литовської держави                                    |
| 12    | tus ir jos santykius su kitomis valstybėmis privalo galutinai nustatyti   | tus ir jos santykius su kitomis valstybėmis privalo galutinai nustatyti   | і її відносини з іншими державами має остаточно встановити                                   | і її відносини з іншими державами має остаточно встановити                                   |
| 13    | kiek galima graičiau sušauktas steigiamasis seimas, demokratiniu budu     | kiek galima graičiau sušauktas steigiamasis seimas, demokratiniu budu     | Установчий сейм, який буде скликаний якомога швидше і який буде обраний демократичним чином  | Установчий сейм, який буде скликаний якомога швидше і який буде обраний демократичним чином  |
| 14    | visų jos gyventojų išrinktas.                                             | visų jos gyventojų išrinktas.                                             | усіма жителями країни.                                                                       | усіма жителями країни.                                                                       |
| 15    | Lietuvos Taryba pranešdama apie tai…………………                                | Lietuvos Taryba pranešdama apie tai…………………                                | У зв'язку з цим Рада Литви, шляхом інформування про це уряду…………………,                         | У зв'язку з цим Рада Литви, шляхом інформування про це уряду…………………,                         |
| 16    | vyriausybei, prašo pripažinti nepriklausomą Lietuvos valstybę.            | vyriausybei, prašo pripažinti nepriklausomą Lietuvos valstybę.            | просить визнати незалежну Литовську державу.                                                 | просить визнати незалежну Литовську державу.                                                 |
|       |                                                                           |                                                                           |                                                                                              |                                                                                              |
| 17    |                                                                           | Dr. Jonas Basanavičius                                                    |                                                                                              | Доктор Йонас Басанавічюс                                                                     |
| 18    |                                                                           | Saliamonas Banaitis                                                       |                                                                                              | Салямонас Банайтіс                                                                           |
| 19    |                                                                           | Mykolas Biržiška                                                          |                                                                                              | Миколас Біржішка                                                                             |
| 20    | Vilniuje, vasario 16 d. 1918 m.                                           | Kazys Bizauskas                                                           | Вільнюс, 16 лютого 1918                                                                      | Казіс Бізаускас                                                                              |
| 21    |                                                                           | Pranas Dovydaitis                                                         |                                                                                              | Пранас Довідайтіс                                                                            |
| 22    | Jurgis Šaulys                                                             | Steponas Kairys                                                           | Юрґіс Шауліс                                                                                 | Стяпонас Кайріс                                                                              |
| 23    | Jokūbas Šernas                                                            | Petras Klimas                                                             | Йокубас Шернас                                                                               | Пятрас Клімас                                                                                |
| 24    | Antanas Smetona                                                           | Donatas Malinauskas                                                       | Антанас Сметона                                                                              | Донатас Малінаускас                                                                          |
| 25    | Jonas Smilgevičius                                                        | Vladas Mironas                                                            | Йонас Смілгявічюс                                                                            | Владас Міронас                                                                               |
| 26    | Justinas Staugaitis                                                       | Stanisław Narutowicz                                                      | Юстінас Стауґайтіс                                                                           | Станіслав Нарутович                                                                          |
| 27    | Aleksandras Stulginskis                                                   | Alfonsas Petrulis                                                         | Алєксандрас Стульґінскіс                                                                     | Альфонсас Петруліс                                                                           |
| 28    | Jonas Vailokaitis                                                         | Kazimieras Steponas Šaulys                                                | Йонас Вайлокайтіс                                                                            | Казімєрас Стяпонас Шауліс                                                                    |
| 29    | Jonas Vileišis                                                            |                                                                           | Йонас Вілейшіс                                                                               |                                                                                              |